# Thân vương Sadafusa
Thân vương Fushimi-no-Miya Sadafusa  (伏見宮貞成親王(Phục Kiến cung Trinh Thành Thân vương) , sinh ngày 9 tháng 4 năm 1372 - mất ngày 28 tháng 9 năm 1456) là một thành viên của Hoàng thất Nhật Bản thời kỳ Muromachi. Ông ấy là một trong số những dòng tộc Hoàng thất có thể thừa kế ngai Thiên hoàng, và cũng là Thân vương Phục Kiến cung đời thứ ba.